# Whitehall
Whitehall er en gade i London, hvor de fleste regeringsbygninger ligger.
Den løber fra Trafalgar Square til Parliament Square.
I en af sidegaderne — Downing Street — bor den britiske premierminister i nr. 10.

## Palace of Whitehall
Gaden er opkaldt efter Palace of Whitehall, der var de engelske kongers hovedresidens fra 1530 til 1698.
Det meste af Whitehall brændte i 1622. Indtil branden havde paladset over 1.500 rum. Dermed var Whitehall det største palads i Europa – større end Versailles og Vatikanet. 
51°30′15″N 0°07′35″V / 51.5042°N 0.1264°V